# U. A. w. g. – um Antwort wird gebeten
U. A. w. g. – um Antwort wird gebeten (Eigenschreibweise: u.A.w.g. – um Antwort wird gebeten) war eine deutschsprachige Comedy-Talkshow und wurde ab Januar 2007 im Programm von Comedy Central ausgestrahlt.
Der Moderator der Sendung, zunächst Heinz Gröning und ab dem 7. Mai 2007 Ingo Appelt, stellte seinen jeweils vier Gästen Fragen aus dem Alltag, die – dem Anschein nach – aus dem Stegreif beantwortet werden mussten. Die Talkgäste wechselten zwischen den einzelnen Sendungen; häufiger traten unter anderem Matthias Seling, Olaf Schubert, Mundstuhl, Ole Lehmann, Carolin Kebekus und Ingo Naujoks auf. Während der Diskussion zum Thema Rauchverbot in Deutschland hob sich u. A. w. g. unter anderem dadurch hervor, dass die Gäste während der ganzen Sendung Zigaretten rauchen und Alkohol trinken durften.